# The real L word
The Real L Word: Los Angeles (en español: La palabra con L real: Los Ángeles) es un programa de telerrealidad estadounidense de la cadena Showtime, que se estrenó el 20 de junio de 2010. El programa, creado por la productora ejecutiva Ilene Chaiken y Magical Elves Productions, sigue la estela de éxito de la serie The L Word. El programa The Real L Word sigue a un grupo de seis lesbianas de Los Ángeles emitiendo resúmenes de sus vidas diarias.
Tras una primera temporada con éxito Showtime ha encargado una segunda temporada, donde se incorporarán caras nuevas y permanecerán algunos de los antiguos personajes.

## Participantes
- Rose Garcia (1ª temporada) 36 años.
- Jill Sloane Goldstein (1ª temporada) 33 años. Novia de la participante Nikki Weiss
- Mikey Koffman (1ª temporada) 34 años. Promotora de moda.
- Whitney Mixter (1ª, 2ª y 3ª temporada) 28 años. Artista de efectos especiales.
- Tracy Ryerson (1ª temporada) 29 años. Productora ejecutiva de televisión.[1]
- Nikki Weiss (1ª temporada) 37 años. Escritora. Novia de Jill.[2]
- Romi Klinger (1ª, 2ª y 3ª temporada)
- Sadjah (2ª temporada)
- Claire (2ª temporada)
- Francine (2ª temporada)
- Cori (2ª y 3ª  temporada)
- Kacy (2ª y 3ª temporada)
- Lauren (3ª temporada)
- Amanda (3ª Temporada)

## Apariciones estelares
- Romi Klinger
- Alyssa Morgan
- Stamie Karakasidis
- Nat Hornedo
- Shay Magro
- Victoria
- Sara Bettencourt
- Lauren Russell
- Amanda leigh